# 딜롱

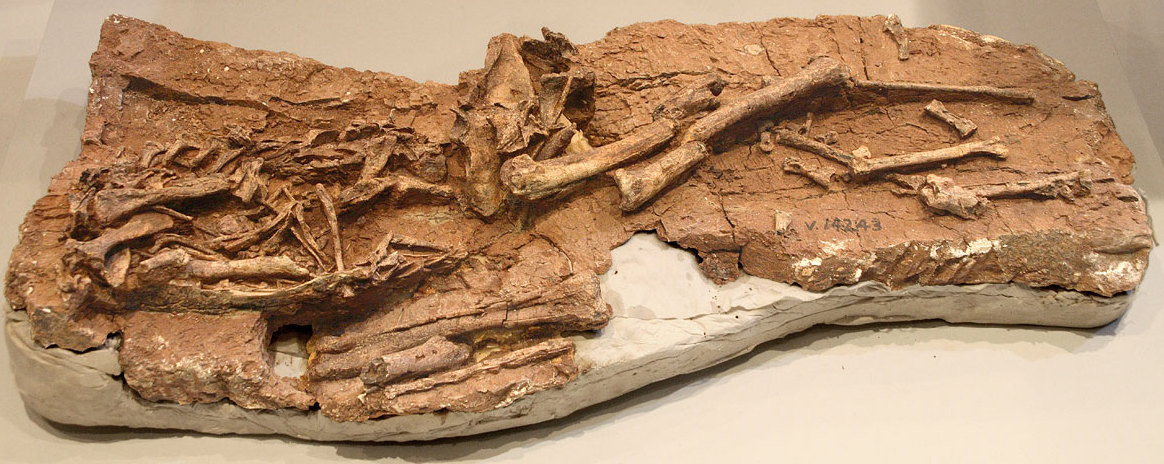

딜롱(Dilong)은 티라노사우루스상과에 속하는 작은 공룡의 한 속이다. 중국 랴오닝성의 익시안층(Yixian Formation)에서 온전한 4구의 화석으로 발견되었다. 이 공룡은 가장 원시적인 초기의 티라노사우루스류 가운데 하나이며, 구안롱으로부터 진화되었고, 티라노사우루스 보다 약 6천만 년 이나 7천만 년 전에 살았다. 몸에 깃털을 가졌기 때문에 이름은 깃털 달린 티라노사우루스를 연상하는 뜻으로 지어졌다. 딜롱은 중국어로 제왕을 뜻하는 帝(di)와 용을 뜻하는 龍(long)이 결합되어 황제룡이라는 뜻으로 명명되었다.
딜롱의 깃털은 턱과 꼬리의 화석화된 피부 인상에서 확인되고 있다. 하지만 그 깃털은 중심 깃촉이 없기 때문에, 오늘날 새의 깃털에서처럼 날 수 있도록 발전된 것이 아니라 보온을 위해서 사용되었을 것으로 생각된다. 캐나다 앨버타나 몽골에서 발견되는 티라노사우루스류 성체의 피부 흔적에는 다른 전형적인 공룡들에서와 마찬가지로 비늘 자국이 나타난다. 그래서 아마도 새끼 때 깃털을 가졌다가 자라면서 서서히 빠져버리는 것으로 추측된다. 이 공룡은 초기 공룡들이 어떻게 체온을 조절했는가를 이해할 수 있는 좋은 정보를 제공해준다. 상대적으로 긴 앞다리에는 세 개의 앞발가락이 있고, 특이한 사각형 모양의 주둥이를 갖고 있다.
모식종은 딜롱 파라독수스(Dilong paradoxus)이다.